# Saint-Étienne-de-Puycorbier
Saint-Étienne-de-Puycorbier là một xã, nằm ở tỉnh Dordogne vùng Aquitaine của Pháp. Xã này có diện tích 13,54 km², dân số năm 2007 là 102 người. Xã nằm ở khu vực có độ cao trung bình 90 m trên mực nước biển.

## Thông tin nhân khẩu
| Năm    | 1962 | 1968 | 1975 | 1982 | 1990 | 1999 | 2007 |
| ------ | ---- | ---- | ---- | ---- | ---- | ---- | ---- |
| Dân số | 151  | 124  | 99   | 117  | 118  | 113  | 102  |